# Va'era

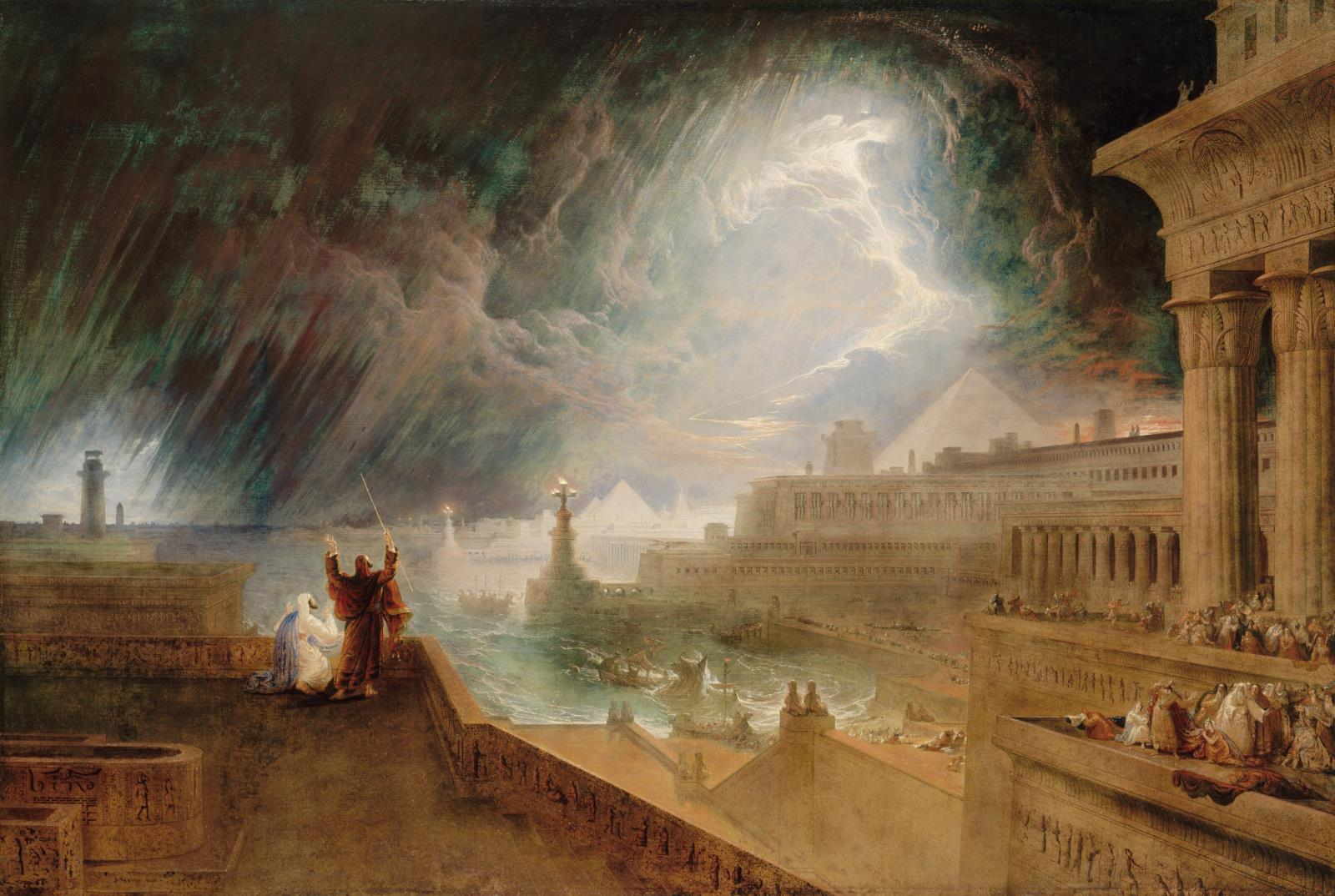
A Sétima Praga, de John Martin, 1823.

Va'era, Va'eira ou Vaera (וָאֵרָא - hebraico para "e Eu apareci", a primeira palavra que Deus fala na Parashá, em Êxodo 6:3) é a décima quarta porção semanal da Torá (Parashá) no ciclo anual judaico de leitura da Torá e a segunda no livro do Êxodo. Ela constitui Êxodo 6:2 - Êxodo 9:35. Os judeus na diáspora a leem no décimo quarto shabat após o Simchat Torá, geralmente em janeiro.

## Assuntos da Parashá
- Deus garante novamente a Moshé que o povo será salvo.
- As 4 expressões de libertação.
- Genealogia de Moshé e Aharon.
- O cajado vira uma serpente.
- Sangue: A 1ª Praga.
- Rãs: A 2ª Praga.
- Piolho: A 3ª Praga.
- Hordas de animais selvagens: A 4ª Praga.
- Epidemia: A 5ª Praga.
- Sarna: A 6ª Praga.
- Granizo: A 7ª Praga.